# Муджахид, Забихулла
Забихулла Муджахид (пушту ذبیح الله مجاهد‎) — официальный представитель Исламского Эмирата Афганистана (режим талибов). Он долгое время был одним из двух представителей движения «Талибан», другим был Кари Юсеф Ахмади. Муджахид часто комментировал в основном действия Талибана в восточном, северном и центральном Афганистане, в то время как Ахмади сосредоточивал внимание на западных и южных регионах.
Муджахид впервые появился на публике 17 августа 2021 года. До этого он регулярно общался с журналистами и выступал от имени «Талибана» с помощью телефонных звонков, текстовых сообщений, электронных писем, Twitter и публикаций на сайтах джихадистов. Муджахид был назначен на пост в январе 2007 года после ареста официального представителя Талибана Мухаммеда Ханифа.

## Биография
Забиулла Муджахид родился 7 февраля 1978 года в провинции Пактия, на востоке Афганистана, граничащая с Пакистаном.

## Описание
О Муджахиде известно немногое, но 17 августа 2021 года он появился в Кабуле, Афганистан, где ответил на вопросы местных и международных СМИ. Он свободно говорит на пушту и персидском языках. Некоторые журналисты в прошлом заявляли, что они узнают его голос и что они общаются с одним и тем же человеком в течение последних нескольких лет.
Муджахид описал себя в серии интервью, проведённых по мобильному телефону. Он утверждает, что является мужчиной средних лет, живущим в Афганистане, женат, имеет нескольких детей. Из-за угроз безопасности он постоянно перемещается и не остаётся на одном месте. Он утверждает, что имеет степень магистра религиоведения, но отказывается назвать страну, в которой учился, из соображений безопасности. При правительстве Талибана он занимал низкую должность в Министерстве культуры и информации. Позже он сражался вместе с повстанцами, прежде чем в 2007 году был назначен пресс-секретарём.
В начале 2009 года репортёр CNN Ник Робертсон взял интервью у человека, называющего себя муджахидом, стоявшим спиной к телекамере. Робертсон описал мужчину примерно 30 лет, бородатым и 6 футов (1,8 м) высотой. После того, как в мае 2009 года транслировалось интервью CNN, Забиулла Муджахид, с которым журналисты разговаривали по мобильному телефону, заявил, что интервьюируемый был самозванцем. Один из аналитиков разведки заявлял, что человек, опрошенный CNN, был одним из нескольких лиц, использовавших эту личность, но от этой точки зрения отказались, потому что его начальство было недовольно интервью. Аналитик сказал: «Забиулла Муджахид не может быть одним человеком… Ни один человек не смог бы ответить на такое количество звонков из СМИ».

## Представитель Талибана
Как представитель талибов, Муджахид передаёт послания группировки афганским и другим международным СМИ. Он отвечает за подтверждение или опровержение причастности группы к атакам на территории Афганистана. Он также публикует в своем твиттере пропагандистские видеоролики, демонстрирующие достижения Талибана на протяжении всего конфликта.
- 21 апреля 2017 года Муджахид взял на себя ответственность за нападение на военную базу, в результате которого погибло более 140 солдат[9].
- 21 января 2019 года Муджахид взял на себя ответственность за нападение на учебный центр Национального управления безопасности (НУБ), в результате которого погибло более 100 сотрудников службы безопасности[10].
- 29 ноября 2020 года Муджахид взял на себя ответственность за нападение на военную базу в Афганистане, в результате которого погибли 30 сотрудников службы безопасности[11].
- 17 июля 2021 года Муджахид извинился за смерть журналиста Рейтер Дэниш Сиддикуи, который был убит в столкновении между афганскими силами и талибами. Муджахид заявил, что талибы не знали, как погиб Сиддики, и попросил журналистов проинформировать талибов перед входом в зону боевых действий, чтобы группа могла «должным образом позаботиться об этом конкретном человеке»[12].
- 17 августа 2021 года Муджахид заявил, что Афганистан перестанет производить наркотики[13]. "Афганистан не будет производить никаких видов наркотиков... Теперь никто не сможет участвовать в организации контрабанды наркотиков... С данного момента Афганистан будет государством, свободным от наркотиков", — заявил Муджахид на пресс-конференции.